# Ethan Mbappé
Ethan Mbappé Lottin (Montreuil, 29 dicembre 2006) è un calciatore francese, centrocampista del Lilla.

## Biografia
Cresciuto a Bondy, nella regione francese dell'Île-de-France, Ethan è nato in una famiglia di sportivi originaria del Camerun (dal lato paterno) e dell'Algeria (per parte materna). Suo padre Wilfried, infatti, svolge il ruolo di dirigente nella squadra calcistica dell'AS Bondy, mentre sua madre Fayza è stata una professionista della pallamano ed il fratello maggiore Kylian è a sua volta un calciatore professionista. Anche il fratello del padre, Pierre, è dirigente sportivo del Sedan e suo fratello adottivo è l'ex calciatore Jirès Kembo Ekoko, adottato dal padre di Ethan in età adolescenziale.

## Carriera
È cresciuto nel settore giovanile del Paris Saint-Germain ed ha firmato il suo primo contratto professionistico il 25 giugno 2021. Ha debuttato in prima squadra il 20 dicembre 2023 nell'incontro di Ligue 1 vinto 3-1 contro il Metz.
A fine stagione ha lasciato i parigini a parametro zero ed il 4 luglio 2024 ha firmato un contratto triennale con il Lilla, club con cui ha anche esordito nelle competizioni UEFA per club, giocando una partita nella fase campionato di Champions League.

## Statistiche

### Presenze e reti nei club
Statistiche aggiornate al 25 gennaio 2025.
| Stagione        | Squadra             | Campionato      | Campionato | Campionato | Coppe nazionali | Coppe nazionali | Coppe nazionali | Coppe continentali | Coppe continentali | Coppe continentali | Altre coppe | Altre coppe | Altre coppe | Totale | Totale | Totale |
| Stagione        | Squadra             | Comp            | Pres       | Reti       | Comp            | Pres            | Reti            | Comp               | Pres               | Reti               | Comp        | Pres        | Reti        | Pres   | Reti   |        |
| --------------- | ------------------- | --------------- | ---------- | ---------- | --------------- | --------------- | --------------- | ------------------ | ------------------ | ------------------ | ----------- | ----------- | ----------- | ------ | ------ | ------ |
| 2023-2024       | Paris Saint-Germain | L1              | 3          | 0          | CF              | 2               | 0               | UCL                | 0                  | 0                  | -           | -           | -           | 5      | 0      |        |
| 2024-2025       | Lilla               | L1              | 4          | 0          | CF              | 0               | 0               | UCL                | 1                  | 0                  |             | -           | -           | 5      | 0      |        |
| Totale carriera | Totale carriera     | Totale carriera | 7          | 0          |                 | 2               | 0               |                    | 1                  | 0                  |             | 0           | 0           | 10     | 0      |        |

## Palmarès

### Club

#### Competizioni nazionali
- Campionato francese: 1

Paris Saint-Germain: 2023-2024
- Coppa di Francia: 1

Paris Saint-Germain: 2023-2024